# Tylerius spinosissimus
Tylerius spinosissimus är en fiskart som först beskrevs av Regan 1908.  Tylerius spinosissimus ingår i släktet Tylerius och familjen blåsfiskar. Inga underarter finns listade i Catalogue of Life.